# 密花棘豆
密花棘豆（学名：Oxytropis imbricata）为豆科棘豆属下的一个种。